# 김종하 (정치인)
김종하(金鍾河, 1934년 8월 10일~)는 대한민국의 언론인, 정치인이다. 경상남도 창원시 출신이며 본관은 김해이다. 제10·11·14·15·16대 국회의원을 역임했다. 제16대 국회 전반기 국회부의장(2001. 6.~2002. 5.)을 지냈다.

## 학력
- 상남국민학교 졸업
- 진해중학교 졸업
- 동래고등학교 졸업
- 서울대학교 정치학과 학사 졸업
- 미국 컬럼비아 대학교 신문대학원 수료

## 경력
- 《신아일보》 정치부장 겸 편집부국장
- 《서울신문》 정치부 기자
- 《한국일보》 정치부 기자
- 1973년: 대한민국 국회의장 비서실장
- 한국국민당 대변인·원내총무
- 민주자유당 당무위원
- 1997년~1998년: 대한민국 국회 건설교통위원회 위원장
- 2001년~2002년: 대한민국 제16대 국회 부의장
- 2002년: 한나라당 제16대 대통령선거 경남선거대책위원장
- 2003년: 한나라당 상임운영위원
- 한나라당 중앙위원회 의장
- 한일의원연맹 부회장
- 대한민국헌정회 부회장
- 새누리당 상임고문
- 자유한국당 상임고문
- 미래통합당 상임고문
- 국민의힘 상임고문
- 민족중흥회 상임고문
- 사단법인 대한노인회 고문
- 제21대 대통령 선거 국민의힘 김문수 대통령 후보 자문 및 보좌 기관 상임고문역

## 역대 선거 결과
|  | 0% |

|  | 28.84% |

|  | 23.45% |

|  | 23.52% |

|  | 56.67% |

|  | 48.25% |

|  | 49.62% |

## 소속 정당
| 소속 정당 | 소속 정당  | 소속 기간 | 비고           |
| --------- | ---------- | --------- | -------------- |
|           | 민주공화당 | 1973~1978 | 정계 입문      |
|           | 무소속     | 1978      | 탈당           |
|           | 유신정우회 | 1978~1980 | 입당           |
|           | 무소속     | 1980~1981 | 정당 해산      |
|           | 한국국민당 | 1981~1987 | 창당           |
|           | 무소속     | 1987      | 탈당           |
|           | 민주정의당 | 1987~1988 | 입당           |
|           | 무소속     | 1988      | 탈당           |
|           | 민주정의당 | 1988~1990 | 복당           |
|           | 민주자유당 | 1990~1995 | 합당           |
|           | 신한국당   | 1995~1997 | 당명 변경      |
|           | 한나라당   | 1997~2012 | 합당 정계 은퇴 |
|           | 새누리당   | 2012~2017 | 당명 변경      |
|           | 자유한국당 | 2017~2020 | 당명 변경      |
|           | 미래통합당 | 2020      | 합당           |
|           | 국민의힘   | 2020~현재 | 당명 변경      |

## 같이 보기
- 대한민국 제10대 국회의원 선거 유신정우회 후보 목록#전국구
- 창원시·진해시·의창군
- 창원시의 국회의원
- 진해시의 국회의원
- 창원시 갑
- 대한민국의 국회부의장
- 대한민국의 국회의장비서실장